# Nakaharanus bimaculatus
Nakaharanus bimaculatus är en insektsart som beskrevs av Li 1988. Nakaharanus bimaculatus ingår i släktet Nakaharanus och familjen dvärgstritar. Inga underarter finns listade i Catalogue of Life.